# Atentado de Niza de 2016

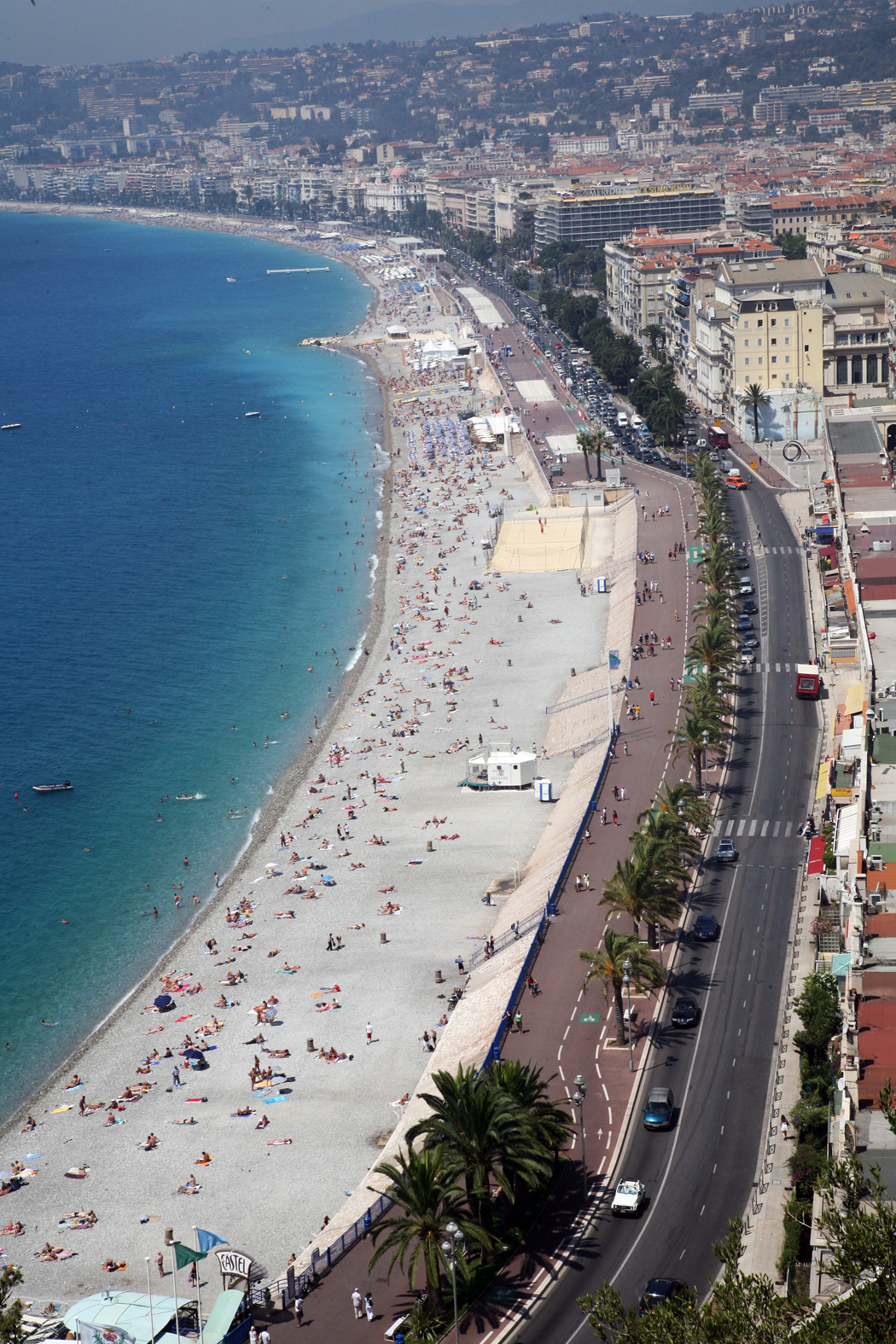
Paseo de los Ingleses de Niza, lugar del atentado terrorista.

El atentado de Niza de 2016 fue un ataque terrorista que tuvo lugar en la ciudad francesa de Niza el 14 de julio de 2016, cuando Mohamed Lahouaiej Bouhlel, un inmigrante tunecino en Francia, condujo deliberadamente un camión de carga de 19 toneladas hacia una multitud que estaba celebrando el Día Nacional de Francia, en el paseo de los Ingleses, matando a 86 personas e hiriendo a 434. Lahouaiej Bouhlel también disparó contra la policía y civiles con un arma de fuego. El ataque terminó cuando fue abatido por la policía.
El incidente ha sido descrito como el tercer gran ataque terrorista en Francia desde enero de 2015, después de los atentados de enero de 2015 y los atentados de París de noviembre de 2015. El 16 de julio, la agencia de noticias Amaq, una agencia de prensa en línea que dice estar afiliada con el Estado Islámico, dijo que Lahouaiej Bouhlel «ejecutó la operación en respuesta a las llamadas orientadas a los ciudadanos de países de la coalición, que luchan contra el Estado Islámico».

## Antecedentes

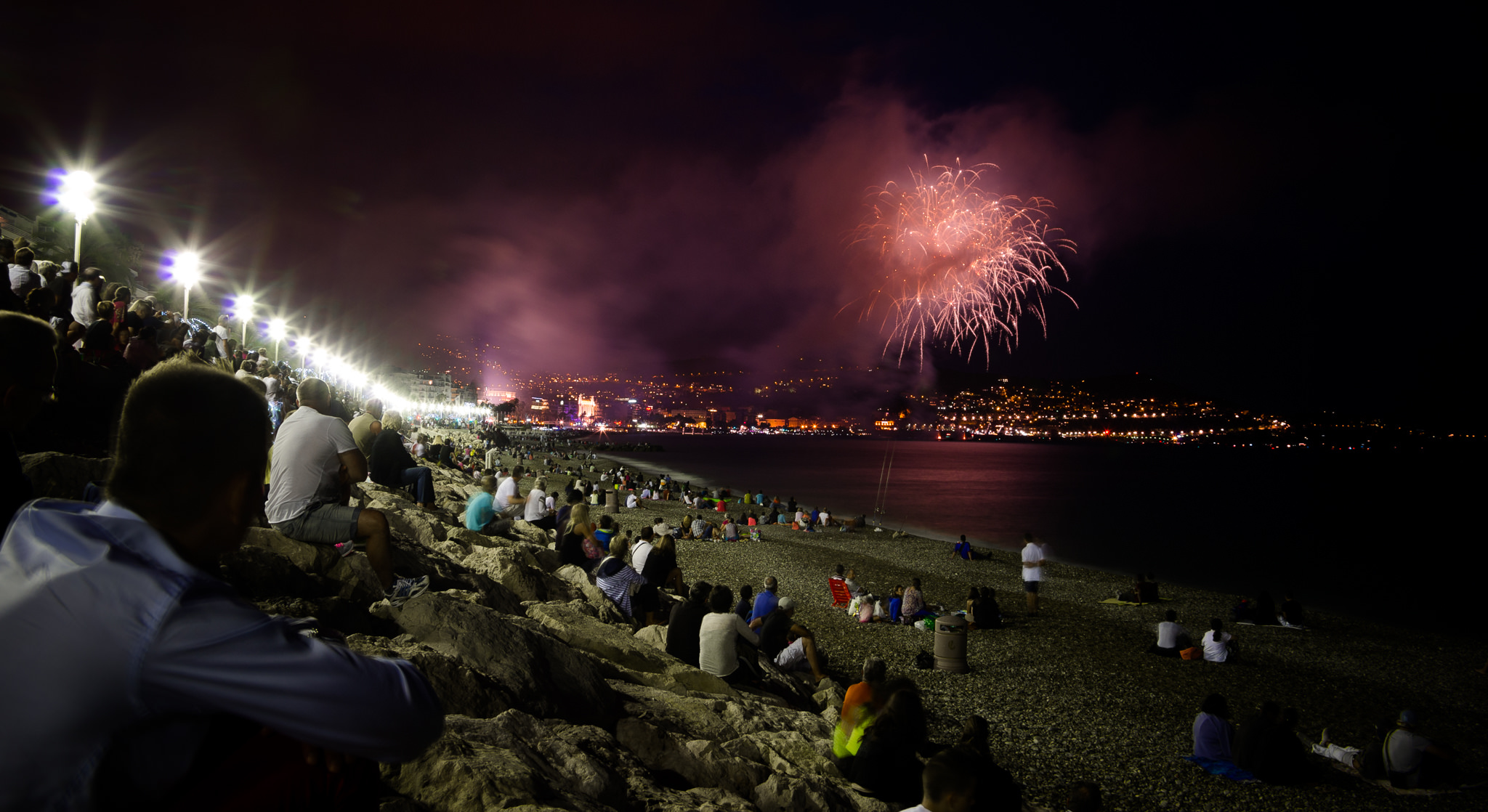
Celebraciones del Día Nacional de Francia en la playa debajo del paseo de los Ingleses en 2014.

En la mañana antes del ataque, el presidente francés, François Hollande, dijo que el estado de emergencia puesto en marcha después de los atentados de París de noviembre de 2015 terminaría después del Tour de Francia, el cual finalizaría el 26 de julio de 2016. Francia acababa de acoger la Eurocopa 2016 de fútbol, en la que el país tenía amplias medidas de seguridad desplegadas en el lugar y muchos soldados. Algunos partidos se jugaron en Niza, terminando con el partido entre Inglaterra e Islandia el 27 de junio.
En la tarde del 14 de julio, decenas de miles de personas estaban celebrando el Día Nacional de Francia en Niza frente al mar. Así como los fuegos artificiales habituales, las celebraciones incluyeron una demostración de la fuerza aérea.

## Ataque

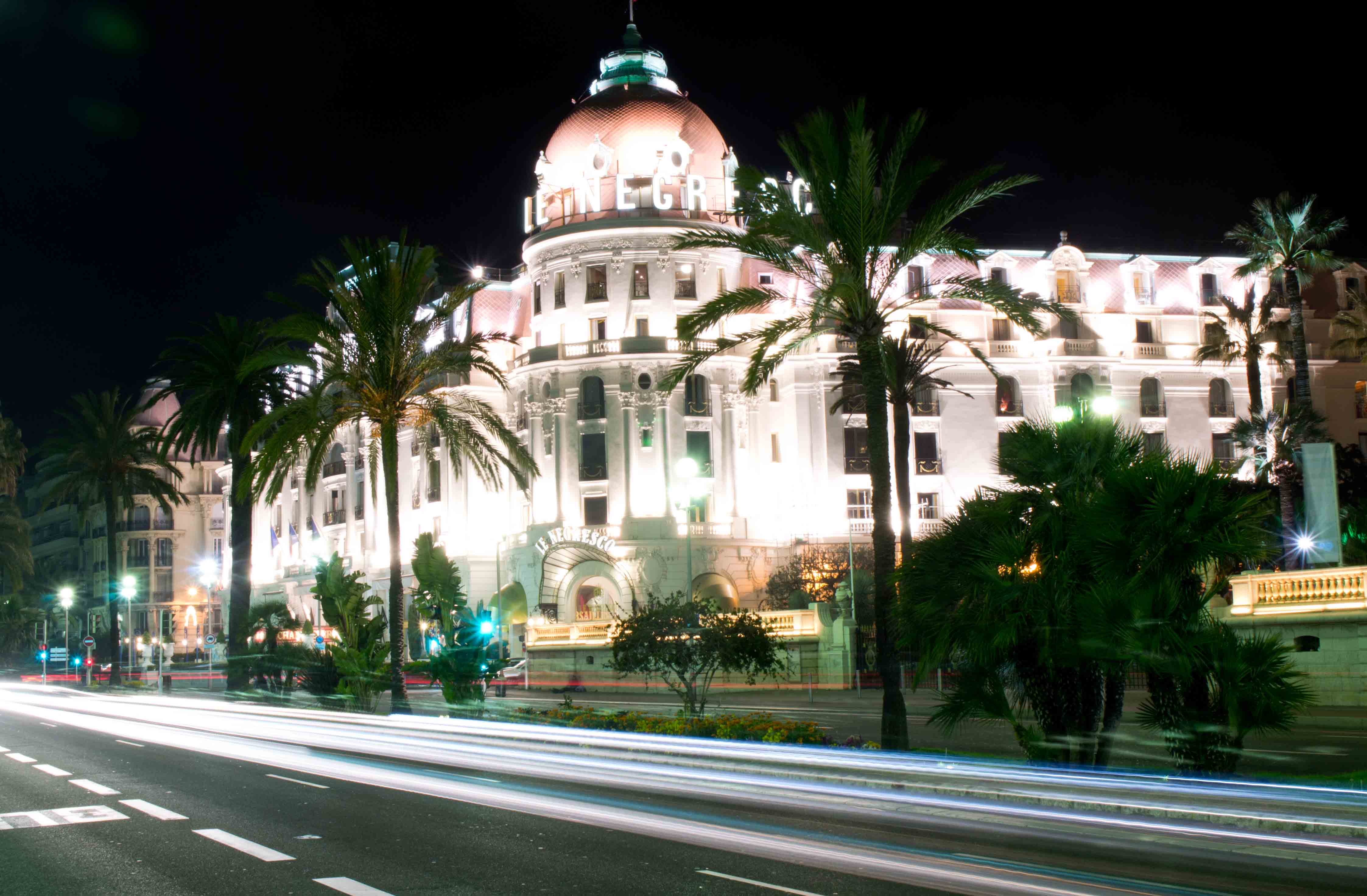
El Hotel Negresco, donde el atacante disparó contra la policía, más tarde fue utilizado para triaje.

Aproximadamente a las 22:10 CEST (20:10 UTC), 30 minutos antes del incidente, un camión marca Renault Trucks color blanco, de carga y de 19 toneladas de peso fue visto acercándose al paseo de los Ingleses, conducido de forma errática. Un testigo describió cómo el vehículo aceleraba y desaceleraba en repetidas ocasiones. El camión luego giró en la Promenade y se dirigió al suroeste, pero finalmente dobló hacia atrás de nuevo.
Los fuegos artificiales estaban terminando aproximadamente a las 22:40 CEST (20:40 UTC), cuando el camión rompió poco a poco las barreras para vehículos puestos frente al hospital infantil Lenval. Un motorista persiguió al camión y lanzó su motocicleta bajo el camión antes de intentar entrar en la cabina abriendo la puerta del conductor. No lo consiguió, pero si pudo darle una serie de puñetazos en la cara antes de que el terrorista consiguiera golpearle en la cabeza con la pistola, que se le había quedado atascada. Este héroe quiso quedar en el anonimato y solo dijo llamarse Franck. Al ver esto, dos oficiales de policía cercana abrieron fuego contra el camión. En este punto, el conductor aceleró, condujo al noreste, y se sumergió en las multitudes en el paseo marítimo, moviendo el volante a derecha e izquierda para arrollar más personas. La policía trató de detenerlo con armas de fuego, y el conductor disparó hacia ellos, así como a la gente en la multitud. El conductor continuó durante 2 kilómetros, matando e hiriendo a los peatones. De acuerdo con el testigo Éric Ciotti, un individuo se subió al camión, distrayendo al conductor mientras que la policía rodeó el camión cerca del hotel Palais de la Méditerranée. El vehículo fue barrido con balas y el conductor murió.
La policía descubrió un cargador, una pistola, una granada vacía y réplicas de fusiles AK-47 y M16 en el camión.

### Modo operatorio

Principio y fin del ataque

Frédéric Gallois, antiguo jefe del GIGN, estimó que las autoridades fueron confrontadas a "un modo operatorio extremadamente difícil de contrarrestar" lo cual corresponde a las instrucciones del Estado Islámico. El vehículo-ariete considerado como "un arma imprevisible" por los servicios de seguridad israelíes es regularmente utilizada por terroristas palestinos contra israelíes. En 2008, un buldócer fue utilizado contra peatones en Jerusalén y una pala mixta en 2014. Cincuentena de este tipo de ataques tuvieron lugar en 2015.

### Comunicación de crisis
La aplicación Système d'alerte et d'information des populations (sistema de alerta e información de las población) del gobierno francés sólo señaló el atentado a las 1:34 el 15 de julio, mientras que en las redes sociales, incluyendo la funcionalidad control de ausencia de peligro de Facebook, fueron más reactivos.

## Perpetrador

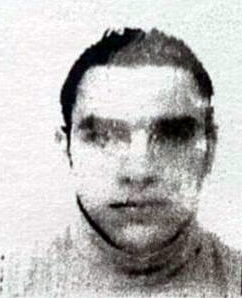
Fotografía de Mohamed Lahouaiej-Bouhlel figurando sobre su documento de estadía.

Las autoridades francesas identificaron al autor como Mohamed Lahouaiej Bouhlel, un hombre de 31 años de edad, de nacionalidad tunecina, con un permiso de residencia francesa que le permitía vivir en Niza. Lahouaiej Bouhlel tenía tres hijos y era divorciado. Sus padres viven en Túnez y rara vez habían oído de él desde que se trasladó a Francia en 2005. Su padre dijo que se había sometido a tratamiento psiquiátrico antes de trasladarse a Francia. Lahouaiej Bouhlel era conocido por la policía francesa por cinco delitos anteriores, en particular por comportamiento amenazante, violencia y robos pequeños. No estaba registrado como un riesgo para la seguridad nacional (ficha «S») con las autoridades francesas y, en el momento del ataque, no era conocido por las autoridades francesas o tunecinas de tener vínculos con organizaciones terroristas.
Vecinos afirmaron que Lahouaiej Bouhlel rara vez hablaba con ellos y no parecía ser religioso debido al hecho de que supuestamente comía carne de cerdo, bebía alcohol y no observaba el Ramadán, entre otras cosas. Algunos afirmaron que no rezaba en las mezquitas, y que estaba «más interesado en mujeres que en la religión». Sin embargo, los investigadores dijeron que Lahouaiej Bouhlel parece haber sido radicalizado poco antes del ataque y que la transformación fue muy rápida. Un local dijo que Lahouaiej Bouhlel comenzó a asistir a una mezquita en abril, y el examen de los registros telefónicos de Lahouaiej Bouhlel encontró evidencia de que estaba en contacto con extremistas islámicos conocidos. Días antes del ataque, envió 240 000 dinares tunecinos a su familia en Túnez. El hermano de Lahouaiej Bouhlel dijo que había recibido imágenes de Lahouaiej Bouhlel riendo entre las multitudes de vacaciones en Niza en las horas antes del ataque. El diario Nice-Matin publicó una entrevista con un testigo que relató escuchar desde su balcón «Allahu Akbar» durante el ataque, con informes similares siendo circulados por otras organizaciones de noticias y en las redes sociales. Las autoridades no han confirmado los informes de prensa, mientras que la BBC llamó a los rumores en las redes sociales «falsos».

## Víctimas
| País de origen         | Muertos | Heridos | Ref.                        |
| ---------------------- | ------- | ------- | --------------------------- |
| Francia                | 40      | 389     | [ 40 ]                      |
| Italia                 | 5       | 4       | [ 41 ] [ 42 ]               |
| Argelia                | 5       | -       | [ 43 ]                      |
| Marruecos              | 4       | 1       | [ 44 ]                      |
| Kazajistán             | 4       | -       | [ 45 ]                      |
| Túnez                  | 4       | -       | [ 46 ] [ 47 ]               |
| Alemania               | 3       | 2       | [ 48 ] [ 49 ]               |
| Suiza                  | 3       | -       | [ 50 ] [ 51 ]               |
| Estados Unidos         | 3       | -       | [ 52 ]                      |
| Estonia                | 2       | 4       | [ 53 ] [ 54 ] [ 55 ]        |
| Madagascar             | 2       | 4       | [ 56 ]                      |
| Brasil                 | 2       | 3       | [ 57 ] [ 58 ] [ 59 ]        |
| Rusia                  | 2       | 3       | [ 55 ] [ 46 ] [ 60 ] [ 61 ] |
| Polonia                | 2       | -       | [ 62 ]                      |
| Rumania                | 1       | 4       | [ 63 ] [ 46 ] [ 64 ]        |
| Ucrania                | 1       | 2       | [ 65 ] [ 66 ]               |
| Armenia                | 1       | -       | [ 50 ] [ 67 ]               |
| Bélgica                | 1       | -       | [ 51 ]                      |
| Georgia                | 1       | -       | [ 68 ]                      |
| Italia/ Estados Unidos | 1       | -       | [ 69 ]                      |
| Portugal               | -       | 4       | [ 70 ]                      |
| Australia              | -       | 3       | [ 71 ] [ 72 ]               |
| China                  | -       | 3       | [ 73 ]                      |
| Países Bajos           | -       | 2       | [ 74 ]                      |
| Hungría                | -       | 1       | [ 75 ]                      |
| Irlanda                | -       | 1       | [ 76 ]                      |
| Malasia                | -       | 1       | [ 77 ]                      |
| Singapur               | -       | 1       | [ 50 ] [ 78 ]               |
| Reino Unido            | -       | 1       | [ 79 ]                      |
| República Checa        | -       | 1       | [ 80 ]                      |
| Total                  | 86      | 434     | [ 8 ]                       |

Lahouaiej Bouhlel mató a 86 personas e hirió a 458, 52 críticamente; 25 permanecieron con vida en soporte vital al día siguiente. Al menos 13 de los muertos eran niños o adolescentes. Como muchos de los heridos no recibieron asistencia inmediatamente, muchas fuentes informaron el número total de heridos como 202. Junto con muchos ciudadanos franceses, numerosos extranjeros también murieron.
De acuerdo con el rector de la Gran Mezquita de Niza Otmane Aïssaoui, treinta víctimas fallecidas eran musulmanas.

## Investigación

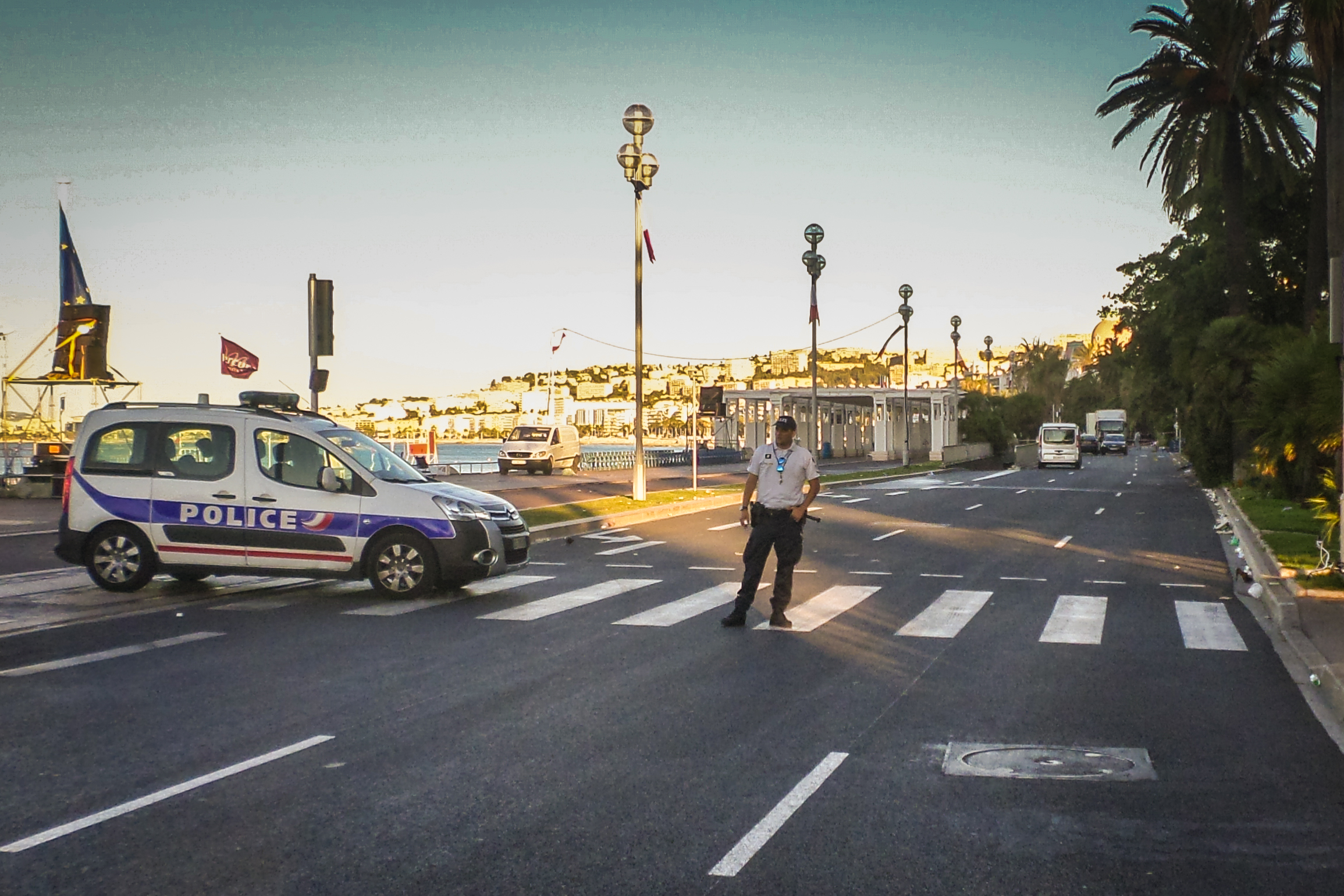
El camión Renault Midlum parado (visible en el fondo) en el paseo de los ingleses en frente del palais de la mediterranée, la mañana siguiente del ataque.

El fiscal francés dijo que el ataque «lleva la marca del terrorismo yihadista», pero que ningún grupo se había atribuido la responsabilidad del ataque, y una investigación preliminar por funcionarios franceses no conectó a Lahouaiej Bouhlel a ningún grupo de terroristas internacionales.
El 15 de julio, la esposa separada de Lahouaiej Bouhlel y un hombre fueron detenidos, seguidos por tres hombres más al día siguiente. La oficina del fiscal francés no reveló de inmediato quiénes son los hombres o por qué fueron detenidos. Una fuente cercana a la investigación indicó a la CNN que los asociados locales de Lahouaiej Bouhlel que fueron detenidos para ser interrogados dijeron que había comenzado hablando en apoyo del Estado Islámico en los días antes del ataque.
El 17 de julio, dos personas más, un hombre y una mujer, fueron detenidos en Niza tras una redada policial el día anterior. Las dos personas detenidas fueron albaneses sospechosos de ayudar a Lahouaiej Bouhlel a obtener el arma utilizada en el ataque. Fuentes policiales han dado a conocer que el teléfono móvil del Lahouaiej Bouhlel, descubierto en el camión después de ser baleado por la policía, ha sido una de sus principales fuentes de información sobre sus actividades y contactos previos al ataque. Los registros telefónicos mostraron que se puso en contacto con algunos de los seis detenidos, y que pudo haber entrado en contacto con radicales islámicos conocidos en su barrio. Se encontró que había enviado mensajes de texto a un contacto no identificado durante el ataque, pidiendo «más armas».
Según fuentes de los medios, investigadores de la policía descubrieron imágenes de circuito cerrado de televisión que muestran a Lahouaiej Bouhlel en su camión alquilado inspeccionando de cerca la zona del ataque, el 12 y 13 de julio.

## Reacciones

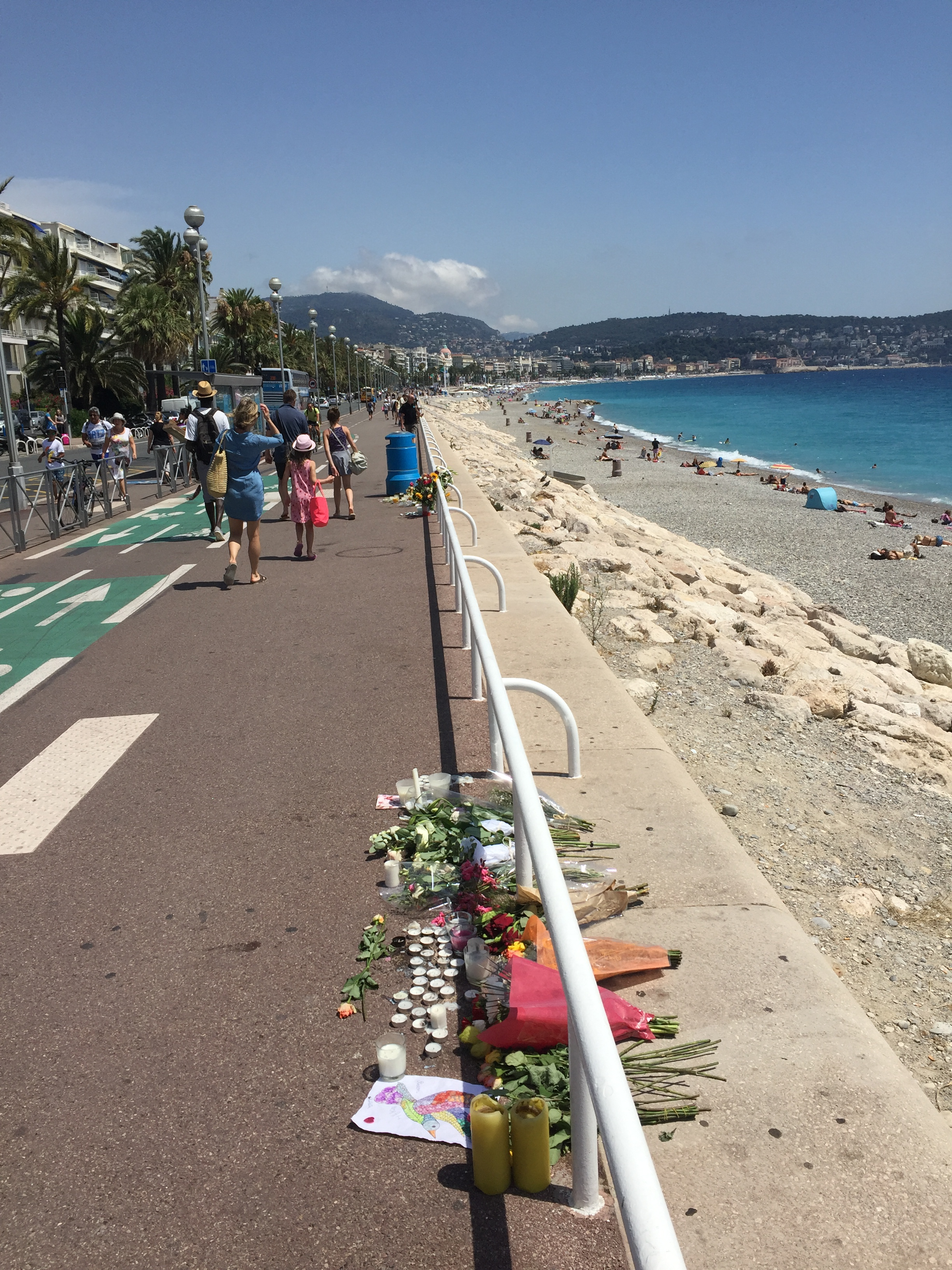
Tributo en el paseo de los Ingleses.

### En Francia
Inmediatamente después del ataque, cuando no quedó claro si la amenaza había terminado, la gente utiliza los medios sociales, especialmente Twitter, para ayudar a otros a encontrar refugio, usando la etiqueta #PortesOuvertesNice («Puertas abiertas Niza»), una variación de una etiqueta utilizada en otros ataques recientes en Francia.
El presidente François Hollande regresó a París de Aviñón a tener una reunión de emergencia del Ministerio del Interior en relación con los ataques. Hollande se dirigió a la nación francesa en una emisión televisada desde París en la madrugada del 15 de julio anunciando futuras medidas contra el terrorismo, incluyendo una prórroga de tres meses del estado de emergencia, a terminar previamente el 26 de julio. En el discurso, dijo, «No se puede negar el carácter terrorista de este ataque». también anunció que sería desplegado más personal de seguridad. El primer ministro de Francia Manuel Valls anunció tres días de duelo nacional los días 16-18 de julio.
El ministro del Interior Bernard Cazeneuve inició el plan ORSEC inmediatamente después de los ataques. Más tarde se anunció planes para aumentar la seguridad en respuesta al ataque llamando a 12 000 reservistas de la policía para añadir a la fuerza de 120 000 personas. Se instó a «todas ciudadanos patrióticos» a unirse a las fuerzas de reserva para reforzar la seguridad tras los ataques.
El primer ministro francés Manuel Valls dijo que el atacante estaba «probablemente ligado al Islam radical en una forma u otra», y puso el ataque en el contexto de una «guerra» contra el terrorismo y el islam radical, tanto fuera como dentro de Francia. Esta afirmación fue advertida inicialmente por el ministro del Interior francés, Bernard Cazeneuve quien dijo «tenemos un individuo que no fue conocido por los servicios de inteligencia por actividades vinculadas al Islam radical».
Dos días después del ataque, la agencia de noticias Amaq, una presencia en línea que dice estar afiliada con el Estado Islámico, llamó a Lahouaiej Bouhlel «un soldado del Estado Islámico». Se citó a una «fuente de información privilegiada», que dijo Lahouaiej-Bouhlel «ejecutó la operación en respuesta a las llamadas orientadas a los ciudadanos de países de la coalición, que luchan contra el Estado Islámico».
El ministro de Defensa francés, Jean-Yves Le Drian reivindicó que los ataques estaban relacionados con el EI, también conocido como Daesh. Dijo: «Les recuerdo que el ideólogo de Daesh, Abu Muhammad al-Adnani, tiene varias semanas repitiendo llamadas para atacar directamente, incluso de forma individual, a franceses, en particular, o estadounidenses, donde quiera que estén, por cualquier medio necesario», agregando que «Incluso si Daesh no es el organizador, Daesh inspira este espíritu terrorista, contra la que estamos luchando». El ministro Cazeneuve dijo que si Lahouaiej Bouhlel se radicalizó, «parece que se radicalizó muy rápidamente - en cualquier caso estos son los elementos que han surgido a partir de los testimonios de las personas a su alrededor». Algunos comentaristas han cuestionado el grado en que el Estado islámico estuvo involucrado en el ataque, señalando que Lahouaiej Bouhlel puede haber sido «un enfermo mental persona con quien el EI se está asociando de manera oportunista».
El 18 de julio, Francia observó un minuto de silencio en memoria de los muertos por el ataque, al término de los tres días de luto oficial decretados. En Niza, cuando el primer ministro Manuel Valls llegó a observar el silencio, la multitud lo abucheó y algunos gritaron que debería renunciar, con unos pocos llamándole «asesino». El presidente Hollande fue abucheado de manera similar por las multitudes al visitar Niza el día después del ataque. El abucheo fue descrito por la BBC como «sin precedentes», y como «una severa advertencia de cómo el estado de ánimo en el país ha cambiado» en comparación con las respuestas del público después de otros ataques terroristas recientes en Francia.

### Reacciones internacionales

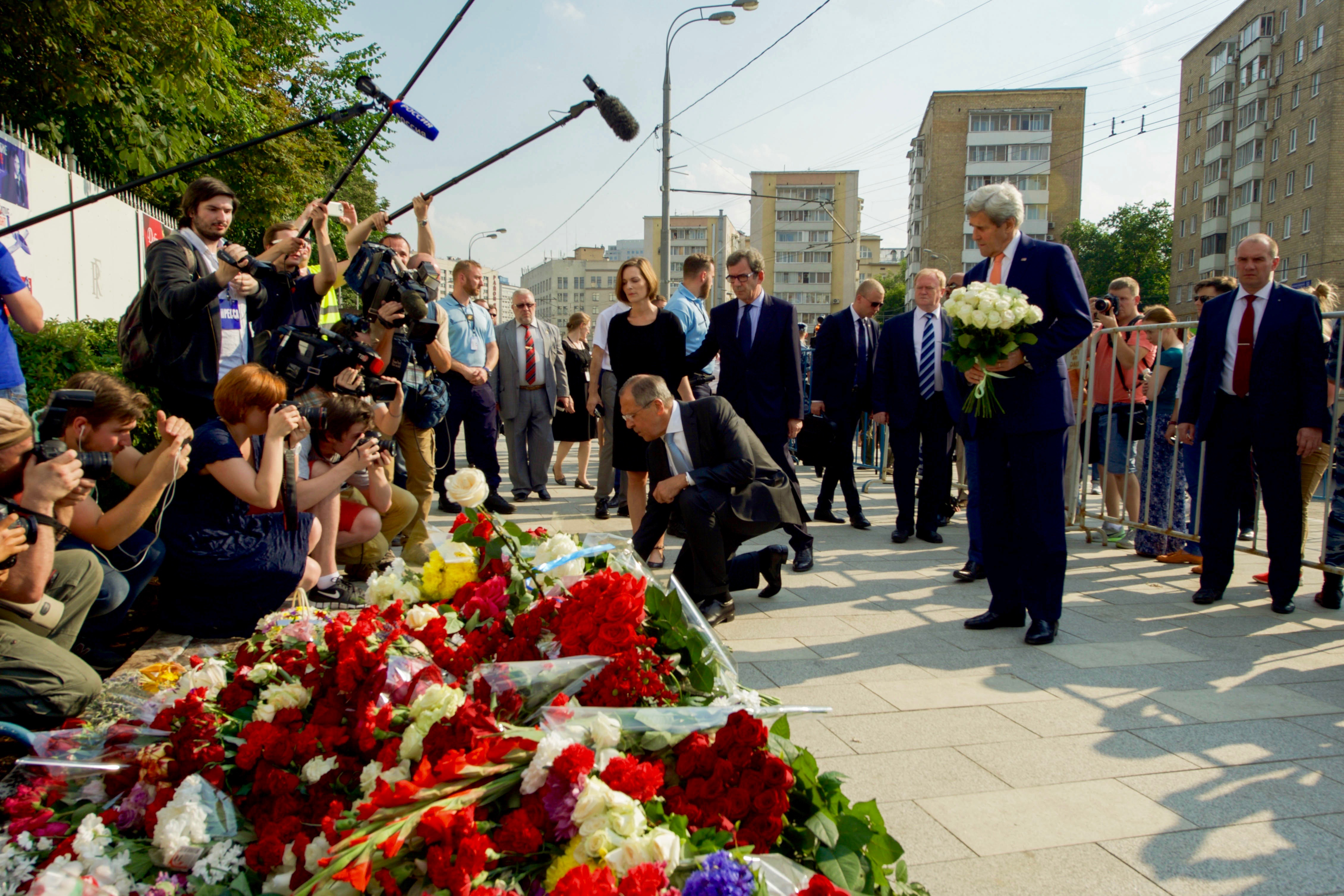
Embajada de Francia en Moscú, Rusia, 15 de julio

- Argentina: La Cancillería Argentina emitió un comunicado de prensa condenando el atentado y estableció un teléfono de emergencia para asistir a los ciudadanos argentinos residentes en Francia.[113]

- Brasil - Michel Temer calificó el ataque como «abyecto y ultrajante» y lo condenó.[114]

- Chile - la presidenta Michelle Bachelet en declaraciones a periodistas dijo, «Nos desgarra, no deja a nadie indiferente. Repudiamos este brutal ataque, este hecho trágico enluta a Francia y también a todo el mundo. Como presidente de Chile y a nombre de todos los chilenos y chilenas, quisiera enviar a la familia de los heridos nuestro más sentido pésame y al Gobierno y al pueblo de Francia nuestras condolencias".[115]

- Colombia - el presidente Juan Manuel Santos expreso en su cuenta de Twitter: «nuestra solidaridad con víctimas y heridos de atentado en Niza. Rechazamos toda forma de violencia».[116]

- Ecuador - el canciller ecuatoriano Guillaume Sebastien Long expresó en su cuenta de Twitter: «Conmovidos por horrendo y espeluznante atentado en Francia. Toda nuestra solidaridad y sentidas condolencias al pueblo y Gobierno francés». Long, nacido en París y naturalizado ecuatoriano, posee la ciudadanía francesa.[117][118]

- España - el rey Felipe VI manifestó, «ante la salvajada criminal en Niza, todo el apoyo de España al pueblo francés y sus autoridades».[119] Además se suceden los minutos de silencio a las 12h del viernes en las sedes del Gobierno, central y autonómico, y de los ayuntamientos. Los poderes judiciales ya han comenzado con las gestiones para poder colaborar con las autoridades francesas en su investigación.

- Estados Unidos - Barack Obama condenó el ataque, y declaró: «en nombre del pueblo estadounidense, condeno con absoluta firmeza lo que parece ser un ataque horrible terrorista en Niza, Francia, en el que han muerto y resultado heridos decenas de civiles inocentes»[120]

- México - Enrique Peña Nieto manifestó la solidaridad del pueblo mexicano con el francés y dijo que México «reprueba todo acto de violencia como el ocurrido».[114]

- Perú - Pedro Pablo Kuczynski presidente electo de Perú se acercó a la residencia del Embajador de Francia en el Perú, «Voy a darle un abrazo al embajador de condolencias», manifestó[121] y Ollanta Humala Tasso, Presidente Constitucional del Perú, manifestó a través de Twitter, «Mis condolencias al pueblo hermano de Francia y a su gobierno por la tragedia ocurrida el día de hoy».[122]

- Rusia - Vladímir Putin emitió un mensaje televisado al presidente francés expresando su solidaridad. También expresó que «hay que eliminar o neutralizar» a los terroristas.[123]

- Venezuela - Nicolás Maduro expresó: «en nombre del Gobierno y del pueblo venezolano expreso su dolor por el atentado terrorista acaecido en Niza, así como un mensaje de fuerza y unión en este difícil momento que nos debe llevar a todos los pueblos que aman la paz a reflexionar, para construir un mundo sin violencia y luchar contra estos actos atroces que enlutan a toda la humanidad».[124]